# Malesin (gromada)
Malesin – dawna gromada, czyli najmniejsza jednostka podziału terytorialnego Polskiej Rzeczypospolitej Ludowej w latach 1954–1972.
Gromady, z gromadzkimi radami narodowymi (GRN) jako organami władzy najniższego stopnia na wsi, funkcjonowały od reformy reorganizującej administrację wiejską przeprowadzonej jesienią 1954 do momentu ich zniesienia z dniem 1 stycznia 1973, tym samym wypierając organizację gminną w latach 1954–1972.
Gromadę Malesin z siedzibą GRN w Malesinie (obecnie w granicach Sochaczewa) utworzono – jako jedną z 8759 gromad na obszarze Polski – w powiecie sochaczewskim w woj. warszawskim, na mocy uchwały nr VI/10/4/54 WRN w Warszawie z dnia 5 października 1954. W skład jednostki weszły obszary dotychczasowych gromad Kornelin, Kozłów Biskupi, Malesin, Orłów i Rokotów() ze zniesionej gminy Kozłów Biskupi oraz wieś Janówek Duranowski z dotychczasowej gromady Janówek Duranowski ze zniesionej gminy Chodaków w tymże powiecie. Dla gromady ustalono 12 członków gromadzkiej rady narodowej.
1 stycznia 1959 do gromady Malesin przyłączono wieś Leonów z gromady Okopy w tymże powiecie.
31 grudnia 1959 z gromady Malesin wyłączono wieś Janówek Duranowski, włączając ją do gromady Jeżówka w tymże powiecie, po czym gromadę Malesin zniesiono a jej (pozostały) obszar włączono do gromady Zakrzew tamże.